# 1341 Edmée
1341 Edmée eller 1935 BA är en asteroid i huvudbältet som upptäcktes 27 januari 1935 av den belgiske astronomen Eugène Joseph Delporte i Uccle. Det har fått sitt namn efter den franska astronomen Edmée Chandon.
Asteroiden har en diameter på ungefär 23 kilometer.